# Chaetosiphon
Chaetosiphon é um género monotípico de algas, pertencente à família Chaetosiphonaceae.